# Eupithecia acutula
Eupithecia acutula là một loài bướm đêm trong họ Geometridae.